# 沃辛頓 (密蘇里州)
沃辛頓（英語：Worthington）是位於美國密蘇里州帕特南縣的村。

## 人口
根據2020年美國人口普查的數據，沃辛頓的面積為0.33平方千米，皆為陸地。當地共有人口47人，而人口密度為每平方千米142人。